# Albertusy
Albertusy – seria polskich utworów literackich, powstających w XVII wieku, stanowiących kontynuację, naśladownictwo lub przeróbkę anonimowego dialogu Wyprawa plebańska z 1590 roku. Utwory łączyła przede wszystkim osoba głównego bohatera – był nim albo sam Albertus z Wyprawy plebańskiej (ubogi, tchórzliwy sługa parafialny) albo postać na nim wzorowana oraz prototyp sytuacji fabularnej (przygodny, naiwny bohater, wysłany na wojnę). Należały przede wszystkim do nurtu literatury sowizdrzalskiej, ale pojawiały się także albertusy kontrreformacyjne i dworskie. Terminu "albertusy" używano co najmniej od połowy XVII wieku.
Pierwszy albertus, Rozmowa plebanowa z Panem o wojnie na czasy teraźniejsze, został opublikowany w 1594 roku, natomiast w 1596 opublikowano Albertusa z wojny – bezpośrednią kontynuację Wyprawy plebańskiej. Dalsze losy bohatera opisywała komedia Albertus-rotmistrz z 1640 roku, zamieszczona w zbiorze Bacchanalia, czyli Dialogi z intermediami, reprezentowane na teatrach szkolnych (tekst utworu nie zachował się, znany jest jedynie ze streszczenia zamieszczonego w Dykcjonarzu poetów polskich Hieronima Juszyńskiego). Postać Albertusa pojawiła się także w  Komedii rybałtowskiej nowej (1615) oraz w dialogach Synod klechów i Szkolna mizeria  (wzmianki o pracy i śmierci Albertusa).
Do albertusów zalicza się również te utwory, których bohater wzorowany jest jedynie na Albertusie. Są to m.in.: Zwrócenie Matyjasza z Podola (1619), Wyprawa ministra do Inflant (1605, wzór fabularny zostaje wykorzystany na potrzeby kontrreformacji, plebana i Albertusa zastępują duchowny protestancki i jego syn), Walna wyprawa do Wołoch ministrów na wojnę (1617, poszerzona i dostosowana do nowych realiów wersja Wyprawy ministra...) i Jantaszek z wojny moskiewskiej (1661). 